# Secondo Campini
Secondo Campini (* 28. August 1904 in Bologna; † 7. Februar 1980 in Mailand) war ein italienischer Ingenieur, der überwiegend in der Luftfahrt tätig war.

## Leben

### Anfangsjahre
Secondo Campini interessierte sich bereits in seiner Jugend für Technik. 1928 schloss er sein Studium der Ingenieurwissenschaften auf dem Polytechnikum in Bologna mit Bestnote ab.
1929 entwarf er ein mit einem Luft- und Gasgemisch betriebenes Motorluftstrahltriebwerk und zwei Jahre später gründete Campini in Mailand mit der VENAR (abgekürzt für Velivoli e natanti a reazione) (dt. Flugzeuge und Schiffe mit Strahlantrieb) sein eigenes Unternehmen. Es war weltweit das erste Unternehmen, das sich mit dem Studium und der Entwicklung von Flug- und Wasserfahrzeugen mit Strahlantrieb beschäftigte. Campini beantragte im gleichen Jahr ein Patent auf seinen Antrieb, welches 1934 eingetragen wurde.
1931 gab das Luftfahrtministerium den Bau eines Bootes mit Strahlantrieb in Auftrag. Dieses wurde im Jahr darauf in Venedig Tests unterzogen, dabei wurden nicht nur die Vorgaben des Ministeriums übertroffen, das Boot erreichte eine Geschwindigkeit von 28 kn (52 km/h), sondern der neue Antrieb überzeugte die Marina Militare weitere Forschungen für verschiedene praktische Umsetzungen zu betreiben.

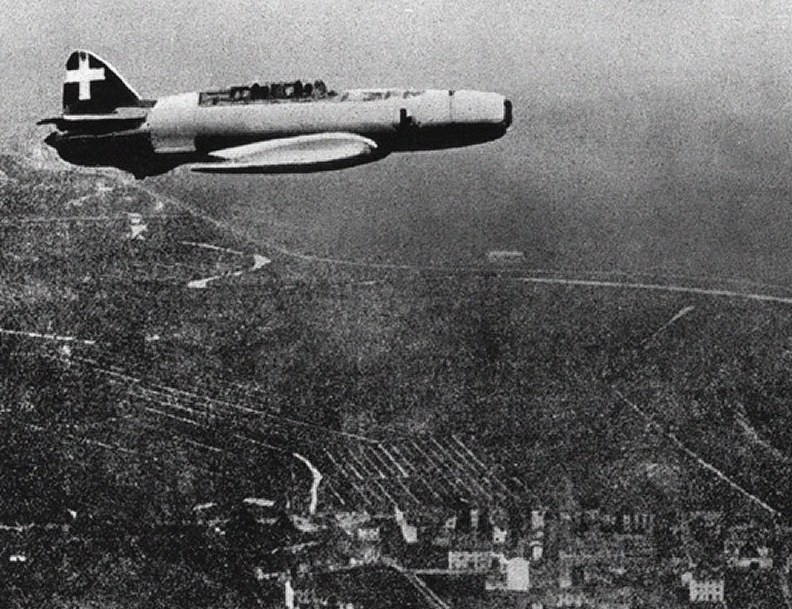
Campini Caproni C.C.2 beim Testflug am 30. November 1941

Auf Campini wurde auch Gianni Caproni aufmerksam, der das Potential des neuen Antriebs erkannte und Campini die Werkshallen seines Unternehmens im Mailänder Stadtviertel Taliedo zur Verfügung stellte. Ab 1933 begann Campini in Taliedo eine Reihe von Tests mit dem neuen Antrieb. Aus diesen ging der Entwurf für das Strahlflugzeug CC 1 hervor, das nicht über den Projektstatus hinausging, aber bereits einige Elemente späterer Düsenflugzeuge, wie beispielsweise eine Druckkabine, beinhaltete.

### Das Projekt C.C.2
1934 unterzeichnete die italienische Luftwaffe mit Campini einen Liefervertrag für den Bau zweier Flugzeugprototypen und einer weiteren Testflugzelle mit dem von ihm entwickelten Strahlantrieb. Da Campini nicht über ausreichend Mittel verfügte, um den Auftrag allein nachzukommen ging er mit Caproni eine Partnerschaft ein und verschmolz die VENAR zur neuen Firma Campini Caproni mit Firmensitz in Taliedo. Auch nach dem Firmenzusammenschluss unterstand ihm aber die technische Leitung des Unternehmens. Trotz der Partnerschaft konnte der vertragliche Liefertermin aufgrund technischer Schwierigkeiten zum Jahreswechsel 1936/37 nicht eingehalten werden. In der Folgezeit gelang es die Testflugzelle, heute im Wissenschafts- und Technikmuseum Leonardo da Vinci in Mailand ausgestellt, fertigzustellen, die einen Schub von etwa 6,9 kN (etwa 700 kg) erzeugte.
Campini arbeitete aber nicht nur an diesen Projekten. 1935 meldete er in den Vereinigten Staaten ein Patent für ein Flugzeug mit dem von ihm konzipierten Strahltriebwerk an, das aber nie realisiert wurde. 1939 entwarf er einen zweisitzigen Hubschrauber mit dem neuen Antriebssystem mit der Bezeichnung S.C. 3 und S.C. 5. Auch dieses Projekt blieb unvollendet. Am 27. August 1940 konnte schließlich der erste Prototyp des von der italienischen Luftwaffe in Auftrag gegebenen Flugzeuges, als Campini-Caproni C.C.2 bezeichnet, erfolgreich vom Piloten Mario de Bernardi getestet werden. Der zweite Prototyp hob im April 1941 zum ersten Mal erfolgreich vom Boden ab. Bis zum September 1942 folgten eine Reihe von weiteren Testflügen, bis man das Projekt, trotz des internationalen Aufsehens den der Erstflug erregt hatte, wegen der unter den Erwartungen liegenden Leistungen der Maschine abbrach. Weitere Projekte, wie zweistrahlige Bomber, von Campini als Projekte C.S. 7, C.S. 8, C.S. 10 und C.S. 11 bezeichnet, wurden ebenso wenig realisiert.
Gegen Ende des Zweiten Weltkrieges diente der von Campini entwickelte Antrieb als Vorlage für den von japanischen Ingenieuren entworfenen und etwas abgeänderten Motor Tsu-11. Letzterer war der für die Gleitbombe Yokosuka MXY-7 Modell 22 bestimmt, gelangte aber nicht mehr zu einem Serieneinsatz.

### Zweiter Weltkrieg und Nachkriegszeit
In der Zwischenzeit hatte die italienische Luftwaffe Turbinen-Strahltriebwerke und die italienische Kriegsmarine zwei einsitzige Kleinst-U-Boote mit Rückstoßantrieb bei Campini in Auftrag gegeben. Die Arbeiten an dem gemeinsam mit Mario De Bernardi entwickelten und nach beiden benannten Campini–De Bernardi–U-Boot, wurden nach den immer häufigeren Luftangriffen der Alliierten auf Mailand im Laufe des ersten Halbjahres 1943 von Taliedo nach Rovereto ausgelagert. An dem Projekt waren auch die Kaiserlich Japanische Marine und nach dem 8. September 1943 die deutsche Kriegsmarine interessiert. Letztere vergab im März 1944 einen Auftrag von 50 Booten, der aber nicht erfüllt wurde. Zumindest ein Prototyp wurde in der Caproni-Werkstatt in Riva montiert und im Gardasee Tests unterzogen.
Nach dem Zweiten Weltkrieg trennten sich die Wege von Campini und Caproni. Campini eröffnete erneut eine Laborwerkstatt in Mailand. 1948 ging er in die Vereinigten Staaten, nachdem ihm der Autobauer Preston Tucker eine Zusammenarbeit angeboten hatte. In der Folgezeit arbeitete er für die amerikanische Regierung an militärischen Projekten, darunter am Nurflügler Northrop YB-35. 1951 kehrte er nach Mailand zurück und beschäftigte sich fortan im Bereich der Turbinen-Strahltriebwerke, insbesondere was die Reduzierung des Kraftstoffverbrauches und der Herstellungskosten betraf. Gleichzeitig betrieb er Studien diesen Antrieb in Automobilen einzusetzen. Ab 1965 beschäftigte er sich mit Fragen des suborbitalen Fluges. Nachdem er sich 1970 aus dem aktiven Arbeitsleben zurückgezogen hatte, verstarb er 1980 im Alter von 75 Jahren in Mailand.